# Aljaksandr Lebedzjeŭ
Aljaksandr Lebedzjeŭ (vitryska: Аляксандр Лебедзеў; ryska: Алекса ндр Георгиевич Лебедев, Aleksandr Georgijevitj Lebedev), född 14 april 1985 i Zazjevitji i Vitryska SSR i Sovjetunionen, är en belarusisk fotbollsspelare. Säsongen 2012 spelar han för Widzew Łódź.